# 皮格马利翁效应
皮格马利翁效应（英語：Pygmalion effect）或羅森塔爾效應（英語：Rosenthal effect）是一種心理現象，在這種現象中，高期望會導致特定領域的績效提高。 這種效果以希臘神話中的皮格马利翁命名，皮格马利翁是一位雕塑家，他愛上了自己雕刻的雕像，或以心理學家羅伯特·羅森塔爾的名字命名。羅森塔爾和萊諾爾·F·雅各布森在他們的書中將這一想法應用於教師對學生的期望，從而影響學生的表現，這種觀點由於其他研究結果而失去了可信度。
羅森塔爾和雅各布森認為，高期望會導致更好的表現，而低期望會導致更糟，這兩種影響都會導致自我實現的預言。根據皮格马利翁效應，期望的目標內化了他們的積極標籤，而那些擁有積極標籤的人也相應地成功了；在低期望的情況下，類似的過程在相反的方向起作用。皮格马利翁效應背後的想法是，提高領導者對追隨者績效的期望將導致更好的追隨者績效。在社會學中，這種影響經常被引用到教育和社會階層方面。

## 羅森塔爾和雅各布森的研究
美国心理学家羅伯特·羅森塔爾，与雅各布森對皮格马利翁效應做篇幅的發表和討論。在他們的研究中發現，假使老師對學生的期望加強，學生的表現也會相對加強。也正是因为罗森塔尔对该效应在小学教学上予以验证提出，皮格马利翁效应也被称为“罗森塔尔效应”。這個實驗的目地是用來支持'現實層面是可以受到他人的期望而影響'的假設。這種影響是有效的，主要是單看給予特定的個人正面或負面的期望。觀察者期望效應，在真實生活中，被觀察者無察覺的情況下給與期望，並觀察結果。羅森塔爾斷言這樣的期望可以實質上去影響並且完成自我實現的預言。在這個實驗中，羅森塔爾預測當告訴一位小學老師某幾位學生比其他學生聰明，這位老師可能會潛意識去幫助和鼓勵這幾位學生成功。1911年由一位心理學家所做名為聪明的汉斯的實驗指出表面上看起來有一匹懂得算術和做出各式各樣驚奇技能的馬，事實上是靠訓練員和觀察者無意識下給予的暗示（例如：表情、姿勢）而得出正確答案。在后来的时间里，由于大部分老师都知道了实验的真相与结果，罗森塔尔的实验也因此经常会失败。这并不妨碍我们观察。在大部分学校中，教师会对成绩优异的学生有更高的期望，对成绩不好的学生会有更低的期望。从进入学校开始，教师就会不自觉对与自己相似、长得较高的学生、看起来乖巧的学生带有好感。大部分学校裡的成绩好与成绩不好同样可以作为罗森塔尔效应的依据。

## 對比馬龍效應的批評
教育心理學家 Robert L. Thorndike 描述了該研究的問題。 該研究的問題在於用於評估兒童智商分數的工具存在嚴重缺陷。 一個普通班級的孩子的平均推理智商得分在智障範圍內，這在花園式學校的普通班級中極不可能出現。 最後，Thorndike 得出結論，該發現毫無價值。 智商分數從智障範圍的上升更有可能是向均值回歸的結果，而不是教師的期望。 此外，Stephen Raudenbush 進行的一項薈萃分析表明，當教師認識他們的學生兩週後，之前的預期誘導效應幾乎降為零。

## 學生對教師的看法
教師的行為等，會反映出學生對他們的投射。 Jenkins 和 Deno（1969年）進行的一項實驗將教師提交給一個班級的孩子，這些孩子要麼被告知要專心聽課，要麽不專心聽老師講課。他們發現，處於專心狀態的教師對他們的教學技能的評價更高。 Herrell（1971年）的類似發現表明，當教師預先認定教室的氣氛為熱烈或冷淡時，教師會開始傾向於他們的預設情況。 為了進一步推進這一概念，Klein（1971年）進行了類似的研究，教師仍然不知道課堂的任何先決條件，但課堂上滿是同伴，他們被指示在講座期間採取不同的行動。 “Klein 在報告中表示，學生在自然條件和積極條件下的行為幾乎沒有區別。” 在一項旨在消除霍桑效應之類的更具觀察性的研究中，Oppenlander（1969年）對一所根據此類標準跟踪和組織學生的學校的六年級最高和最低 20% 的學生進行了研究。

## 在工作場所
領導者對下屬的期望可能會改變領導行為。 向員工表達的這種行為會影響員工的行為，從而有利於領導者的期望。 員工參與學習活動越多，對領導者的期望就越高。 反過來，員工參與更多的學習行為。 領導者會表現出更多的領導行為，如領導與成員之間的交流（信任、尊重、義務等），設定具體的目標，為員工提供更多的學習機會，給予員工回饋。 這些因素是由羅森塔爾的皮格马利翁效應模型帶來的。

## 外部連結
- Jussim, L. and Harber, KD (2005) "Teacher Expectations and Self-Fulfilling Prophecies: Knows and Unknowns, Resolved and Unresolved Controversies." Personality and Social Psychology Review, 9(2), 131-155.
- 皮格马利翁效應在銀行、學校、軍隊 （页面存档备份，存于）
- 皮格马利翁效應影片 - Youtube.com （页面存档备份，存于）